# Maurice Rouvier
Maurice Rouvier (n. 17 de Abril de 1842, Aix - f. 7 de Junho de 1911, Neuilly-sur-Seine) foi um estadista francês da facção "oportunista", que serviu como o primeiro-ministro da França. Ele é mais conhecido por suas políticas financeiras e políticas impopulares destinadas a evitar uma ruptura com a Alemanha.

## Carreira
Ele nasceu em Aix-en-Provence e começou sua carreira comercial em Marselha. Ele apoiou a candidatura de Léon Gambetta lá em 1867, e em 1870 fundou um jornal anti-imperial, L'Egalité. Ele também pertencia à mesma loja maçônica de Gambetta, "La Réforme" em Marselha. Tornando-se secretário-geral da prefeitura de Bouches-du-Rhône em 1870-1871, ele recusou o cargo de prefeito. Em julho de 1871, ele foi devolvido à Assembleia Nacional por Marselha em uma eleição suplementar e votou firmemente com o Partido Republicano. Ele se tornou uma autoridade reconhecida em finanças e serviu repetidamente na Comissão de Orçamento como repórter ou presidente.
Nas eleições gerais de 1881, após a queda do gabinete de Jules Ferry, ele foi devolvido à câmara em um programa que incluía a separação da Igreja e do Estado, uma política de descentralização e a imposição de um imposto de renda. Ele então se juntou ao gabinete de Gambetta como ministro do comércio e das colônias, e no gabinete de Jules Ferry de 1883-85 ocupou o mesmo cargo. Ele se tornou primeiro-ministro e ministro das finanças em 31 de maio de 1887, com o apoio dos grupos republicanos moderados, os radicais mantendo-se indiferentes em apoio ao general Boulanger, que iniciou uma violenta agitação contra o governo.
Então veio o escândalo das condecorações em que figurava o genro do presidente Grévy, Daniel Wilson, e o gabinete de Rouvier caiu em sua tentativa de proteger o presidente. A oposição de Rouvier na qualidade de presidente da Comissão de Orçamento foi uma das causas da derrota do gabinete de Charles Floquet em fevereiro de 1889. No novo ministério de Tirard formado para combater a agitação bulangista, ele foi ministro das finanças. Ele manteve o mesmo posto nos gabinetes Freycinet, Loubet e Ribot de 1890-93. Acusações de que ele aceitou subornos de Cornelius Herz e do barão de Reinach forçaram sua renúncia do gabinete de Ribot durante os escândalos do Panamá em dezembro de 1892. Tornou-se um banqueiro de sucesso e era conhecido por sua grande familiaridade com questões financeiras e orçamentárias.

## Primeiro-ministro
Novamente, em 1902, ele se tornou ministro das finanças, após quase dez anos de exclusão do cargo, no gabinete radical de Émile Combes; e na queda do ministério Combes em janeiro de 1905 ele foi convidado pelo presidente para formar um novo ministério. Nesse gabinete, ele inicialmente ocupou o ministério das finanças. Em sua declaração inicial à câmara, o novo primeiro-ministro havia declarado sua intenção de continuar a política do último gabinete, comprometendo o novo ministério com uma política de conciliação, considerando as pensões de velhice, um imposto de renda, separação da Igreja e Estado. Segundo uma lei aprovada em abril de 1905, por exemplo, um certo crédito foi reservado no orçamento francês para fins de subsídios públicos para fundos de seguro-desemprego.

### Política externa
A atenção do público, no entanto, concentrou-se principalmente na política externa. Durante o ministério de Combes, Theophile Delcassé chegou a um entendimento secreto com a Espanha sobre a questão marroquina e estabeleceu um entendimento com a Grã-Bretanha. Sua política havia despertado o ciúme alemão, que se tornou evidente na aspereza com que a questão do Marrocos foi tratada em Berlim.
Em uma reunião de gabinete em 5 de junho, Rouvier censurou o ministro das Relações Exteriores por imprudência sobre o Marrocos e, após uma discussão acalorada, Delcassé renunciou. O próprio Rouvier assumiu a pasta de relações exteriores neste ponto crucial. Após negociações críticas, ele garantiu em 8 de julho um acordo com a Alemanha aceitando a conferência internacional proposta pelo sultão de Marrocos sobre a garantia de que a Alemanha reconheceria a natureza especial do interesse da França em manter a ordem na fronteira de seu império argelino. Longas discussões resultaram em uma nova convenção em setembro, que continha o programa da conferência proposta, e em dezembro Rouvier pôde fazer uma declaração de todo o processo na câmara, que recebeu o consentimento de todas as partes. Rouvier.

### Igreja e estado
Em 1905, o governo introduziu a lei sobre a separação entre Igreja e Estado, fortemente apoiado por Émile Combes, que cumpria rigorosamente a lei de associação voluntária de 1901 e a lei de 1904 sobre a liberdade de ensino das congregações religiosas (mais de 2 500 estabelecimentos de ensino privado foram encerrados pelo Estado, causando forte oposição da população católica e conservadora). Em 10 de fevereiro de 1905, a Câmara declarou que "a atitude do Vaticano" tornou a separação entre Igreja e Estado inevitável e a lei da separação entre Igreja e Estado foi aprovada em dezembro de 1905. Os distúrbios surgidos em conexão com a Separação A lei foram habilmente tratados por Georges Clemenceau para desacreditar o ministério, que deu lugar a um gabinete sob a direção de Sarrien. Ele morreu em Neuilly-sur-Seine.

## Primeiro Ministério de Rouvier, 30 de maio - 12 de dezembro de 1887
- Maurice Rouvier - Presidente do Conselho e Ministro das Finanças
- Émile Flourens - Ministro das Relações Exteriores
- Théophile Adrien Ferron - Ministro da Guerra
- Armand Fallières - Ministro do Interior
- Charles Mazeau - Ministro da Justiça
- Édouard Barbey - Ministro da Marinha e Colônias
- Eugène Spuller - Ministro da Instrução Pública, Belas Artes e Adoração
- François Barbé - Ministro da Agricultura
- Severiano de Heredia - Ministro das Obras Públicas
- Lucien Dautresme - Ministro do Comércio e Indústria

Alterações
- 30 de novembro de 1887 - Armand Fallières sucede Mazeau como Ministro da Justiça interino, permanecendo também Ministro do Interior.

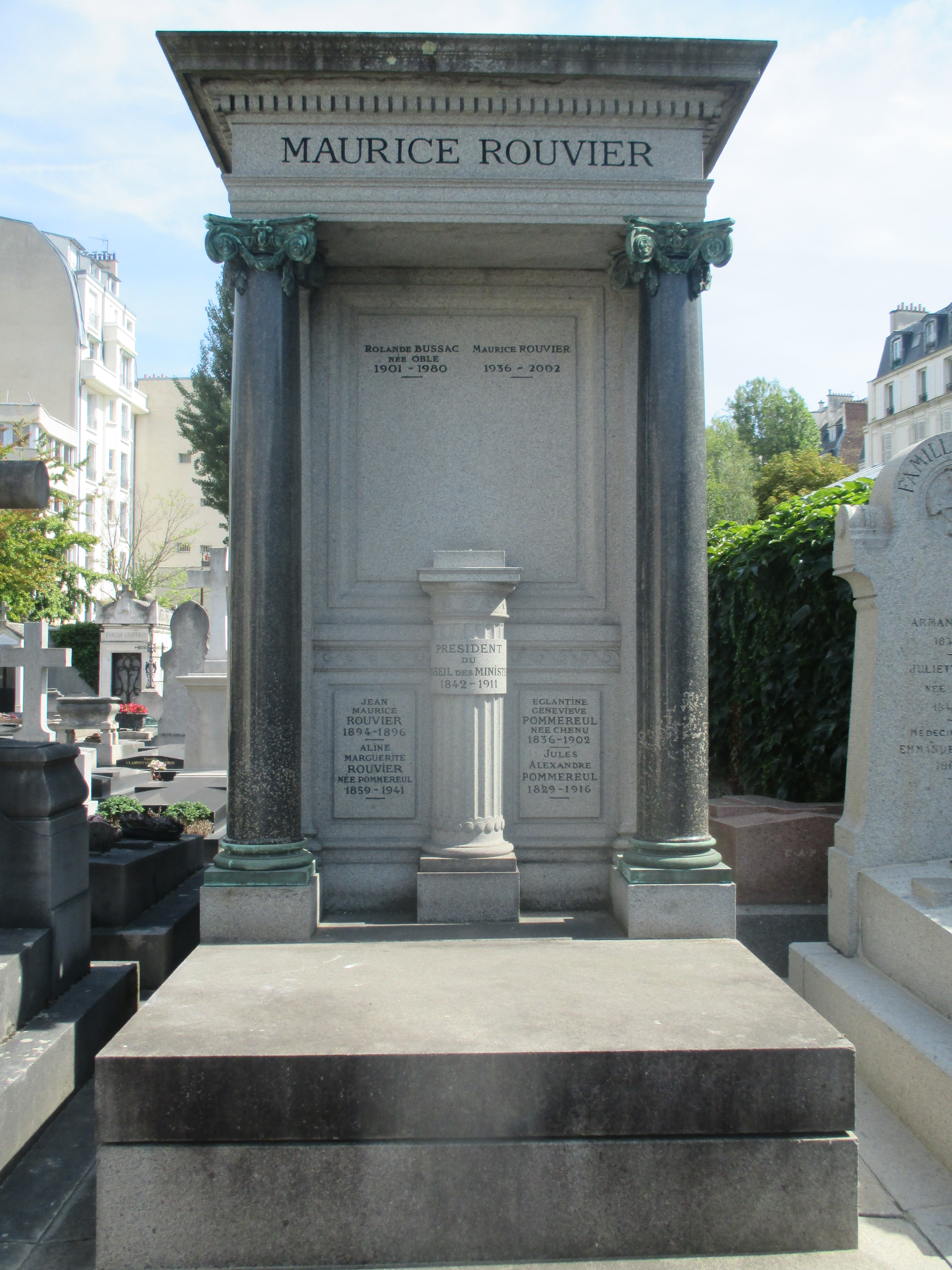
Seu túmulo em Neuilly-sur-Seine.

## Segundo Ministério de Rouvier, 24 de janeiro de 1905 - 13 de março de 1906
Ver Gabinete Rouvier II e Gabinete Rouvier III
- Maurice Rouvier - Presidente do Conselho e Ministro das Finanças
- Théophile Delcassé - Ministro das Relações Exteriores
- Maurice Berteaux - Ministro da Guerra
- Eugène Étienne - Ministro do Interior
- Joseph Chaumié - Ministro da Justiça
- Gaston Thomson - Ministro da Marinha
- Jean-Baptiste Bienvenu-Martin - Ministro da Instrução Pública, Belas Artes e Adoração
- Joseph Ruau - Ministro da Agricultura
- Étienne Clémentel - Ministro das Colônias
- Armand Gauthier de l'Aude - Ministro das Obras Públicas
- Fernand Dubief - Ministro do Comércio, Indústria, Correios e Telégrafos

Alterações
- 6 de junho de 1905 - Rouvier sucede a Delcassé como Ministro das Relações Exteriores.
- 17 de junho de 1905 - Pierre Merlou sucede Rouvier como Ministro das Finanças.
- 12 de novembro de 1905 - Eugène Étienne sucede a Berteaux como Ministro da Guerra. Fernand Dubief sucede a Étienne como Ministro do Interior. Georges Trouillot sucede Dubief como Ministro do Comércio, Indústria, Correios e Telégrafos